# Marmosa tyleriana
Espèce
Statut de conservation UICN

 DD  : Données insuffisantes
Marmosa tyleriana, également Opossum des tépuis ou Souris des tépuis, est une espèce de marsupiaux de la famille des Didelphidae, endémique du sud-est du Venezuela.

## Description
Comme les autres espèces de souris-opossums, Marmosa tyleriana est une petite espèce sans poche et portant de grandes oreilles membraneuses, les yeux sont proéminents et entourés d'une fourrure plus sombre que le reste de la robe. La queue préhensile est longue et mince. La fourrure dorsale est de couleur brun foncé et le pelage ventral grisâtre.
En raison du faible nombre de spécimens récoltés, il n'est pas possible dans l'état actuel des connaissances relatives à l'espèce de statuer sur un éventuel dimorphisme sexuel. Toutefois, chez les espèces apparentées, le mâle est plus grand que la femelle.

## Distribution et habitat

### Distribution

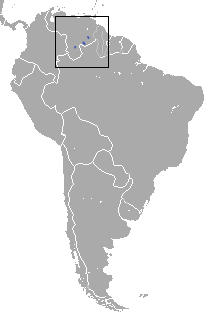
Carte de distribution de Marmosa tyleriana.

L'espèce se rencontre dans le Guayana vénézuélien dont elle est endémique, sur une aire comprenant trois zones distinctes : Duida-Marahuaca, Jaua-Sarisariñama, et sur l'Auyan Tepuy.

### Habitat
Selon les sources, l'espèce se rencontre de 1 300 à 2 100 ou 2 200 mètres d'altitude dans les forêts humides des tepuys vénézuéliens. Étant donné la rareté des spécimens dans les collections d'histoire naturelle de par le monde, il n'existe aucune étude disponible relative à l'écologie de l'espèce.

## Marmosa tylerianaet l'Homme
En raison de la rareté des données relatives à l'espèce, l'Union internationale pour la conservation de la nature (UICN) a classé l'espèce dans la catégorie Data deficient, « donnes insuffisantes » depuis 2011 et ne recense aucune menace précise envers elle. Il n'existe aucun recensement des populations de l'espèce malgré de nombreuses prospections et l'absence de spécimen observé, conduisant à supposer sa probable rareté.
Toutefois, les trois aires de répartition de l'espèce sont protégés au titre des Monuments nationaux, le niveau le plus élevé dans l'échelle de protection des régions, et ne sont accessibles qu'en hélicoptère en raison de leur isolement.